# Ubriaco d'amore
Ubriaco d'amore (Punch-Drunk Love) è un film del 2002 scritto e diretto da Paul Thomas Anderson, vincitore del premio per la regia alla 55ª edizione del Festival di Cannes. A dispetto della dicitura "ogni riferimento a persone o fatti è puramente casuale" nei titoli di coda, il film è ispirato alla storia vera dello statunitense David Phillips, che nel 1999 accumulò una gran quantità di miglia aeree gratis, approfittando della promozione di un'azienda di prodotti alimentari.

## Trama

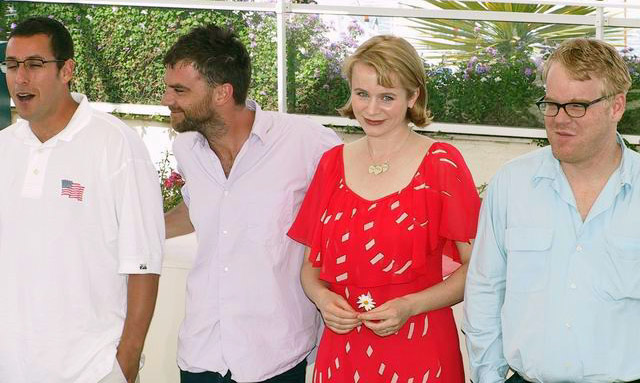
Adam Sandler, Paul Thomas Anderson, Emily Watson e Philip Seymour Hoffman al Festival di Cannes 2002.

Barry è un piccolo imprenditore, la sua ditta vende sturalavandini e articoli simili. Il fatto di essere l'unico maschio in mezzo a sette sorelle sembra aver avuto ripercussioni sulla sua personalità: ha un comportamento generalmente passivo, che a volte compensa con violenti scatti di ira.
Per caso, Barry ha scoperto una falla nella promozione di un'azienda alimentare che offre una vantaggiosa occasione di accumulare miglia aeree gratuite; inizia quindi a comprare grandi quantità di budino a prezzi stracciati, al fine di accumulare miglia di volo.
Una mattina una donna porta la sua auto a riparare nell'officina accanto all'azienda di Barry, al quale la donna lascia le chiavi perché le consegni all'officina che è ancora chiusa.
Durante la giornata Barry viene tempestato di telefonate dalle sue sorelle che gli chiedono se quella sera verrà alla festa di compleanno di una di loro. La sorella Elizabeth gli anticipa che alla festa sarà presente anche una sua amica e che gradirebbe che i due uscissero insieme. La sera, alla festa, l'amica di Elizabeth non è presente; Barry, innervosito dalle sorelle, ha uno dei suoi attacchi e rompe delle vetrate, confessando poi al cognato che sente il bisogno di vedere uno psichiatra.
Successivamente Elizabeth fa visita a suo fratello in ditta, insieme all'amica Lena: si tratta della donna che aveva portato l'auto a riparare. Lena invita Barry a cena, dove gli confessa di aver finto il guasto dell'auto per conoscerlo, dopo aver visto una sua foto a casa di Elizabeth ed averne ottenuta la complicità. Tra i due nasce una relazione. Per motivi di lavoro, Lena deve recarsi alle Hawaii e Barry decide di andarla a trovare per farle una sorpresa.
Dopo aver chiamato una hot line in un momento di solitudine, Barry viene perseguitato prima dalle telefonate della ragazza che gli chiede dei soldi e poi da un gruppo di quattro fratelli che gli estorcono del denaro. Una sera, mentre Barry e Lena sono in auto, vengono tamponati dal furgone dei quattro. Quando Barry vede che Lena è ferita alla testa, scatta fuori e picchia i balordi, poi lascia Lena in ospedale e decide di chiudere una volta per tutte la faccenda dei ricatti: vola a Provo dove affronta il titolare della hot line Dean Trumbell, che è anche proprietario di un negozio di materassi, e viene finalmente lasciato in pace.
Barry torna da Lena e le racconta la vicenda. È dispiaciuto di averla abbandonata in ospedale, il suo desiderio ora è quello di usare le miglia aeree per accompagnarla nei suoi viaggi d'affari e stare sempre insieme a lei.

## Riconoscimenti
- Festival di Cannes
  - Miglior regista a Paul Thomas Anderson
  - Nomination per il miglior film
- Golden Globe
  - Nomination per il miglior attore protagonista in un film commedia a Adam Sandler
- MTV movie awards
  - Nomination per il miglior bacio tra Adam Sandler e Emily Watson
- Toronto Film Critics Award
  - Miglior regista a Paul Thomas Anderson
  - Miglior attrice non protagonista a Emily Watson
  - Nomination per il miglior film
  - Nomination per la miglior sceneggiatura a Paul Thomas Anderson
- Central Ohio Film Critics Association Awards 2002
  - miglior film
  - miglior regista
  - miglior sceneggiatura originale